# MV Goya
Az MV Goya egy német teherhajó volt, mely 6000-nél is több Wehrmacht-katonát – köztük számos sebesültet, valamint sok civil menekültet – szállított, amikor 1945. április 16-án egy szovjet tengeralattjáró elsüllyesztette. A hajó legtöbb utasa vízbe fulladt, így a Goya elsüllyesztését az egyik legnagyobb tengeri katasztrófának tartják.

## Története
A Goya eredetileg teherhajónak épült Oslóban, 1940-ben. 131 méter hosszú és 17 méter széles volt, végsebessége elérte a 18 csomót. Norvégia német megszállását követően a Goya is a németek kezébe került.

### A menekülés
1945-ben a Goyát menekültszállító-hajónak álcázták, hogy a Wehrmacht katonáit biztonságosan nyugatra szállíthassa a Balti-tenger keleti partjáról. 1945. április 16-án a Goya elindult a Hel-félszigetről, hogy átkeljen a Balti-tengeren és nyugatabbra szállítsa a fedélzetén lévőket. A hajón rengeteg német katona tartózkodott, akik a Vörös Hadsereg csapatai elől menekültek, köztük a 35. Harckocsi Ezred katonái. Az utaslista szerint 6100-an voltak a hajón, de a valós szám ennél valószínűleg jóval magasabb, ugyanis számos civil is utazott a hajón, akik a hajó minden rendelkezésre álló helyét kihasználták.

### A rajtaütés
Amint a hajó elhagyta a Hel-félszigetet, és kiért a danzigi-öbölből, az L-3 nevű szovjet, aknatelepítő tengeralattjáró észrevette. 23:52 körül az L–3 parancsnoka, Vlagyimir Konovalov kiadta a tűzparancsot.
A torpedótalálat után hét perccel a Goya 78 méteres mélységig süllyedt, a fedélzetén lévő, több mint 6000 személy pedig megfulladt vagy megfagyott a jéghideg vízben. Az áldozatok pontos száma valószínűleg sohasem fog kiderülni. A hajó utasai közül mindössze 165 fő élte túl a katasztrófát. Az áldozatok számát tekintve  valószínűleg ez a második legsúlyosabb német tengeri veszteség a második világháború során (az első a Wilhelm Gustloff katasztrófája).
A szovjet tengeralattjáró-parancsnok, Vlagyimir Konovalov kapitány megkapta a Szovjetunió legrangosabb katonai kitüntetését, a Szovjetunió Hőse érdemrendet.

## A roncs felfedezése
A Goya elsüllyedése után 58 évvel, a roncsot 2003. április 16-án fedezték fel egy nemzetközi expedíció keretében. Az expedíciót Ulrich Restemeyer vezette, és többek közt 3 dimenziós szonár segítségével találták meg a hajót. A roncs 76 méter mélyen feküdt a Balti-tengerben, és viszonylag jó állapotban maradt.
Röviddel a felfedezés után a roncsot hivatalosan is háborús sírhelynek nyilvánította a lengyel tengerészeti hivatal. A hajóroncshoz emiatt 500 méteres körzetben tilos lemerülni.